# Pleasant Plain (Iowa)
Pleasant Plain es una ciudad ubicada en el condado de Jefferson en el estado estadounidense de Iowa. En el Censo de 2010 tenía una población de 93 habitantes y una densidad poblacional de 35,27 personas por km².

## Geografía
Pleasant Plain se encuentra ubicada en las coordenadas 41°8′50″N 91°51′35″O / 41.14722, -91.85972. Según la Oficina del Censo de los Estados Unidos, Pleasant Plain tiene una superficie total de 2.64 km², de la cual 2.64 km² corresponden a tierra firme y (0%) 0 km² es agua.

## Demografía
Según el censo de 2010, había 93 personas residiendo en Pleasant Plain. La densidad de población era de 35,27 hab./km². De los 93 habitantes, Pleasant Plain estaba compuesto por el 100% blancos, el 0% eran afroamericanos, el 0% eran amerindios, el 0% eran asiáticos, el 0% eran isleños del Pacífico, el 0% eran de otras razas y el 0% pertenecían a dos o más razas. Del total de la población el 1.08% eran hispanos o latinos de cualquier raza.